# Wasilij Zazulin
Wasilij Jakowlewicz Zazulin (ros. Василий Яковлевич Зазулин, ur. 1902 w Podolsku, zm. ?) – szef Zarządu NKWD obwodu smoleńskiego (1938-1939).

## Życiorys
Po ukończeniu 1913 szkoły we wsi Jakszino pracował w fabryce tekstylnej, od stycznia 1919 do lutego 1921 żołnierz Armii Czerwonej, 1920-1926 członek Komsomołu, od lutego 1921 do lutego 1922 instruktor i szef wydziału podolskiego powiatowego komitetu Komsomołu. Od lutego 1922 do maja 1925 słuchacz fakultetu robotniczego przy Akademii Rolniczej im. Timirazewa, od maja 1925 do sierpnia 1930 sekretarz jaczejki Komsomołu i kierownik jej sektora kulturalno-propagandowego, przewodniczący komitetu fabrycznego w Moskwie, od sierpnia 1930 funkcjonariusz OGPU, 1931-1932 pełnomocnik Wydziału Ekonomicznego Pełnomocnego Przedstawicielstwa OGPU obwodu moskiewskiego, 1932-1934 pełnomocnik operacyjny tego wydziału. Od 10 lipca 1934 do 1935 pełnomocnik operacyjny Wydziału Ekonomicznego Zarządu Bezpieczeństwa Państwowego (UGB) Zarządu NKWD obwodu moskiewskiego, później szef Oddziału 6 Wydziału Ekonomicznego UGB Zarządu NKWD obwodu moskiewskiego, od 26 grudnia 1935 porucznik bezpieczeństwa państwowego, w listopadzie-grudniu 1936 szef oddziału Wydziału Kontrwywiadowczego UGB Zarządu NKWD obwodu moskiewskiego. W 1937 szef Oddziału 7 Wydziału 3 UGB Zarządu NKWD obwodu moskiewskiego, od 2 września do 1 października 1937 pomocnik szefa Wydziału 3 UGB Zarządu NKWD obwodu moskiewskiego, następnie przeniesiony do Zarządu NKWD obwodu tulskiego, gdzie od 15 listopada 1937 do 31 marca 1938 był szefem Wydziału 3 UGB, 17 lutego 1938 awansowany na starszego porucznika bezpieczeństwa państwowego, od 31 marca do 22 maja 1938 zastępca szefa Zarządu NKWd obwodu tulskiego, od 22 maja 1938 do 22 stycznia 1939 szef Zarządu NKWD obwodu smoleńskiego, 29 maja 1938 mianowany kapitanem bezpieczeństwa państwowego. Odznaczony Orderem Czerwonej Gwiazdy (19 grudnia 1937).
22 stycznia 1939 aresztowany, 4 maja 1939 skazany przez Wojskowe Kolegium Sądu Najwyższego ZSRR na 20 lat więzienia. 20 września 1954 zwolniony z łagru w Norylsku, następnie przebywał na zesłaniu, skąd został zwolniony 10 marca 1956.